# Zoarchias glaber
Zoarchias glaber is een straalvinnige vissensoort uit de familie van de stekelruggen (Stichaeidae). De wetenschappelijke naam van de soort is voor het eerst geldig gepubliceerd in 1908 door Tanaka.